# Commandement général adjoint

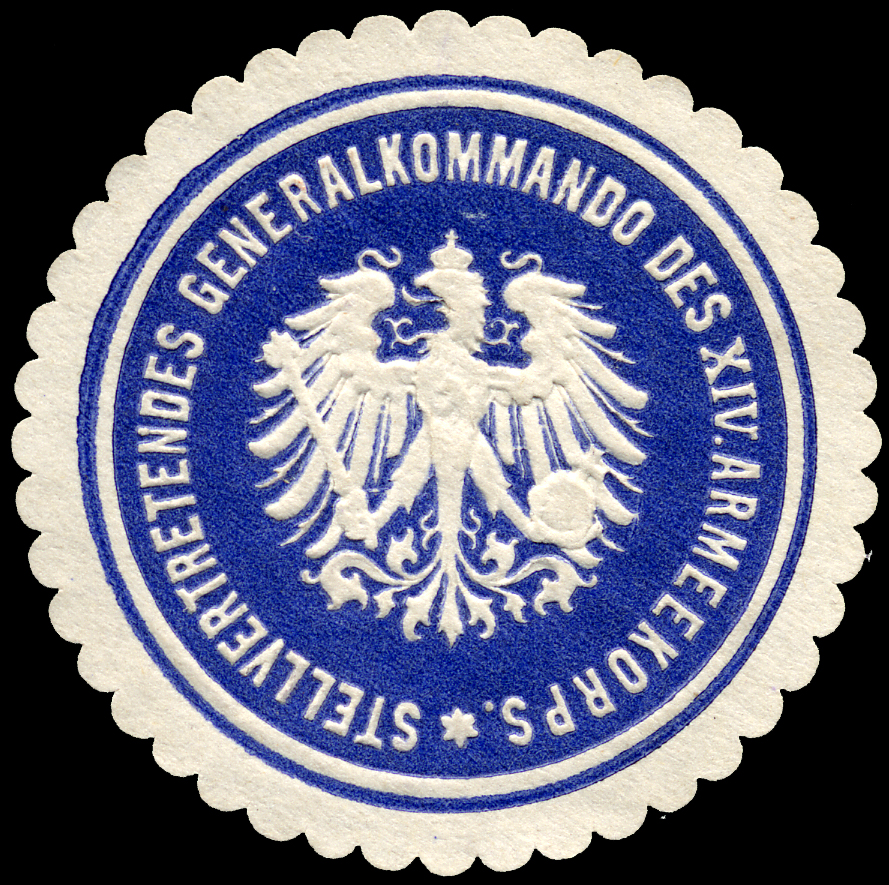
Marque de sceau du commandement général adjoint du 14e corps d'armée de l'Armée impériale allemande.

Un commandement général adjoint (en allemand : Stellvertretendes Generalkommando) est une unité organisationnelle de la Deutsches Heer et plus tard de la Wehrmacht. Tant qu'un commandement général est mobilisé, le commandement général adjoint assume toutes ses fonctions en tant qu'autorité de commandement et d'administration fixe (immobile) d'une région de corps d'armée (Korpsbereich) et des troupes qui y sont stationnées. Le commandement général adjoint est confié au général commandant adjoint. Les armées bavaroise, prussienne, saxonne et wurtembergeoise avant et pendant la Première Guerre mondiale, ainsi que la Reichswehr puis la Wehrmacht connaissent des commandements généraux adjoints,,.

## Compétences et tâches pendant la Première Guerre mondiale
Dans leurs zones territoriales, les commandants militaires sont les détenteurs du pouvoir exécutif. Jusqu'à leur subordination au ministère de la Guerre pour les questions d'économie de guerre le 8 décembre 1916, ils ont une position immédiate par rapport à l'empereur. Ils disposent d'un droit de prescription étendu et d'un pouvoir d'instruction vis-à-vis de l'administration civile dans les districts correspondants.
Le rapport d'immixtion avec l'empereur signifie que les commandants généraux adjoints et les commandants de forteresse qui leur sont assimilés sont soustraits à tout contrôle civil. Ils exercent de facto des fonctions de souveraineté indépendantes, qui limitent également les droits constitutionnels.
Leurs tâches ne se limitent pas aux seules questions de ravitaillement (intendantance), c'est-à-dire le remplacement des hommes et des chevaux, l'approvisionnement des corps d'armée en matériel de guerre, ou encore le commandement des troupes restées sur place et la protection des frontières. Le contre-espionnage, la surveillance de la vie publique par la censure de la presse, la surveillance postale, la restriction de la liberté de réunion et l'utilisation des prisonniers de guerre relèvent également de leur domaine de compétence. À partir de 1916 notamment, ils sont de plus en plus utilisés pour contrôler l'économie de guerre. Dans les dernières années de la guerre, ils sont également responsables du déploiement des auxiliaires d'étape
Les autorités civiles sont subordonnées à ces autorités militaires. Pendant l'état de siège, les commandements généraux adjoints sont autorisés à émettre des ordonnances militaires de garde à vue sans impliquer un tribunal civil.
Le large éventail de tâches pendant la guerre entraîne une forte augmentation du nombre de membres du personnel des commandements généraux adjoints. En 1914, il n'y a que sept officiers et 14 sous-officiers dans le huitième commandement général adjoint du Wurtemberg, en 1917, il y a déjà 134 officiers.
Diverses zones sont centralisées au fur et à mesure que la guerre progresse. C'est le cas, par exemple, avec la création de l'Office de la presse de guerre en 1915 ou de l'Office de guerre (de) en 1916.
En raison du raid aérien sur Potsdam le 18 avril 1945, lorsque les Archives du Reich sont durement touchés, une grande partie des dossiers des commandements généraux adjoints prussiens qui y sont archivés sont perdus, dont les dossiers du 10e corps d'armée à Hanovre, ce qui pose des problèmes de recherche considérables pour la reconstruction de l'histoire de l'armée impériale allemande du Nord-Ouest de 1867 à 1919.